# Рафаель Пас
Рафаель Пас (ісп. Rafael Paz, нар. 2 серпня 1965, Пуебла-де-Дон-Фадріке) — іспанський футболіст, що грав на позиції півзахисника за «Севілью» і національну збірну Іспанії.

## Клубна кар'єра
Народився 2 серпня 1965 року в Пуебла-де-Дон-Фадріке. Вихованець футбольної школи клубу «Гранада 74».
1984 року уклав контракт з клубом «Севілья», за головну команду якого дебютував того ж року, проте протягом перших двох сезонів виступав здебільшого за команду дублерів «Севілья Атлетіко». 
Починаючи із сезону 1986/87 став стабільним гравцем основної команди «Севільї». Загалом протягом тринадцяти сезонів взяв участь у 340 матчах іспанської першості. Залишив команду по завершенні сезону 1996/97, в якому севільці уперше із середини 1970-х років втратили місце в Ла-Лізі.
Завершив ігрову кар'єру того ж 1997 року, встигши ще провести 14 ігор за мексиканський «Атлетіко Селая».

## Виступи за збірні
Грав за юнацьку і молодіжну збірні Іспанії.
У лютому 1990 року дебютував в офіційних матчах у складі національної збірної Іспанії. Того ж року був учасником чемпіонату світу 1990 року в Італії, де виходив на поле у грі групового етапу проти уругвайців (0:0). Загалом того року провів у формі національної команди 7 матчів, згодом до її лав не залучався.